# 西江州
西江州，中国隋朝、唐朝时设置的州。
南朝梁太平二年（557年）分江州置西江州，治所在寻阳郡湓口城（今江西省九江市）。下辖寻阳郡（今江西省九江市西南）、太原郡（今江西省彭泽县东北）、齐昌郡（今湖北省蕲春县西南）。南朝陈天嘉初年并入江州。